# Dværgpalme-slægten
Dværgpalme (Chamaerops) er en monotypisk slægt, der kun rummer én art: Dværgpalme (Chamaerops humilis). Det er den eneste palme, som vokser naturligt i det kontinentale Europa. Den vokser primært i det sydvestlige Europa og nordvestlige Afrika. Se i øvrigt beskrivelsen under artens navn.

## Eksterne links
- Plants For A Future Arkiveret 20. november 2012 hos  Wayback Machine: Chamaerops humilis